# Alex Bolt
Alex Bolt (født 5. januar 1993 i Murray Bridge, Australien) er en professionel tennisspiller fra Australien.